# Nick Yates
Nicholas „Nick“ Yates (* 1962 in Lee Green, London) ist ein englischer Badmintonspieler. 

## Karriere
Nick Yates gewann 1979 noch als Junior die Hungarian International. Im  gleichen Jahr gewann er auch Gold und Silber bei den Junioreneuropameisterschaften. 1981 siegte er bei den Scottish Open, Canadian Open und Dutch Open. Ein Jahr später gewann er Gold bei der Europameisterschaft mit dem englischen Team und Bronze im  Herreneinzel. 1985 war er bei den German Open erfolgreich, 1988 bei den Japan Open.

## Sportliche Erfolge
| Saison | Veranstaltung                             | Disziplin    | Platz | Name |
| ------ | ----------------------------------------- | ------------ | ----- | --- |
| 1979   | Hungarian International                   | Herrendoppel | 1     | Nick Yates / Duncan Bridge |
| 1979   | Hungarian International                   | Herreneinzel | 1     | Nick Yates |
| 1979   | Junioren-Europameisterschaft              | Herrendoppel | 3     | Nick Yates / Christopher Back |
| 1979   | Junioren-Europameisterschaft              | Herreneinzel | 2     | Nick Yates |
| 1979   | England: Einzelmeisterschaft der Junioren | Herreneinzel | 1     | Nick Yates |
| 1981   | Scottish Open                             | Herreneinzel | 1     | Nick Yates |
| 1981   | Canadian Open                             | Herreneinzel | 1     | Nick Yates |
| 1981   | Dutch Open                                | Herreneinzel | 1     | Nick Yates |
| 1981   | Northumberland International              | Herreneinzel | 1     | Nick Yates |
| 1982   | Europameisterschaft                       | Mannschaft   | 1     | England (Martin Dew, Gillian Gilks, Mike Tredgett, Nora Perry, Gillian Clark, Helen Troke, Karen Bridge, Nick Yates, Ray Stevens, Steve Baddeley) |
| 1982   | Europameisterschaft                       | Herreneinzel | 3     | Nick Yates |
| 1985   | German Open                               | Herreneinzel | 1     | Nick Yates |
| 1988   | Japan Open                                | Herreneinzel | 1     | Nick Yates |